# Manuel Lagares Pérez
Manuel Lagares Pérez (Betanzos, La Corunya, 29 d'agost de 1947), és un polític gallec, membre del Partit Socialista Obrer Espanyol, que va ser durant 22 anys alcalde de Betanzos.

## Biografia
És professor d'ensenyament secundari, especialitzat en matemàtiques i en ciències naturals a través de l'Institut de Ciències de l'Educació i de la Universitat Nacional d'Educació a Distància (UNED).
En 1983 es presenta en la llista del PSdeG-PSOE per a l'Ajuntament de Betanzos, que encapçalava Antolín Sánchez Presedo. La victòria electoral, per majoria absoluta, va derivar en el seu nomenament com a primer tinent alcalde de la corporació municipal, per a posteriorment obtenir el càrrec d'alcalde després de la dimissió de Sánchez Presedo en 1985.
Ja com a cap de llista, conserva la majoria absoluta en els processos electorals celebrats en els anys 1987, 1991, 1995 i 1999. En 2003, no obstant això, no aconsegueix els vots suficients per a renovar aquesta majoria, veient-se obligat a formar govern en coalició amb el Bloc Nacionalista Gallec. El procés electoral de 2007 confirma el progressiu descens de vots experimentat pel seu partit a la ciutat, la qual cosa unit a l'aparició de la formació independent Cidadans por Betanzos (CxB), liderada per un exregidor del PP, que es va convertir en "clau" per a governar i exigia la seva sortida del govern municipal com a condició prèvia per a qualsevol pacte, van propiciar que el PSdeG-PSOE passés a l'oposició, entrant a governar el Partit Popular, amb María Faraldo com a alcaldessa. Després de 24 anys a l'ajuntament, 22 dels quals com a alcalde, va dimitir finalment com a regidor al novembre de 2007.